# Stanisław Olczyk (hokeista)
Stanisław Olczyk (ur. 15 października 1932 w Zgierzu, zm. 23 stycznia 1996 tamże) – polski hokeista, olimpijczyk
Zawodnik występujący na pozycji obrońcy. Wychowanek i długoletni zawodnik Włókniarza Zgierz. W latach 1954–1963 reprezentował Legię Warszawa, z którą siedmiokrotnie zdobywał mistrzostwo Polski i dwukrotnie wicemistrzostwo. Na I i II-ligowych lodowiskach rozegrał ok. 600 spotkań.
Dwukrotnie wystąpił na igrzyskach olimpijskich: w Cortinie d’Ampezzo w 1956 oraz w Innsbrucku w 1964. Uczestniczył także w pięciu turniejach o mistrzostwo świata: 1955, 1958, 1959, 1961, 1963. W reprezentacji Polski rozegrał 83 mecze, strzelając 5 bramek.
Wraz z Kazimierzem Chodakowskim tworzył w reprezentacji jedną z najlepszych par obrońców w historii.